# Charles-Louis Dumas
Pour les articles homonymes, voir Dumas.
Charles-Louis Dumas est un médecin français, né à Lyon en 1765, mort à Montpellier en 1813.

## Biographie
Il étudia à Montpellier, fut médecin de l'Hôtel-Dieu de Lyon, où il rendit de grands services pendant le siège de la ville (1793), puis à l'armée des Alpes (1794), fut nommé en 1795 professeur d'anatomie et de physiologie à Montpellier, devint successivement doyen de la faculté de médecine, recteur de l'Académie de Montpellier et correspondant de l'Institut de France.

## Publications
Ses principaux ouvrages sont : 
- Principes de physiologie, 1800-1806, où il développe la doctrine du principe vital de Paul-Joseph Barthez ;
- Doctrine des maladies chroniques, 1812, où il expose une théorie nouvelle sur la formation de ces maladies.